# Saint-Priest-la-Feuille
Pour les articles homonymes, voir Saint-Priest (homonymie).
Saint-Priest-la-Feuille est située dans le département de la Creuse en région Nouvelle-Aquitaine. La commune est située à 35 km à l’ouest de Guéret, 55 km au nord de Limoges et à 251 km de capitale de la région Bordeaux.
La commune fait 2 744 hectares, elle est essentiellement agricole composée de forêts et de prairies. En effet, 80 % du territoire communal est de la surface agricole utile (SAU) ; les deux tiers de la SAU sont des prairies qui accueillent quelque 1 600 bovins. 
Son altitude varie de 457 m vers Mazeirat (nord-est) à 332 m vers Chatelus au bord de la rivière la Gartempe.

## Géographie
Le territoire communal est arrosé par la rivière Gartempe. La commune est à la limite du plateau de la Basse-Marche vers l’Ouest et le Nord, et du plateau collinéen et vallonné du Piémont d’Ambazac au sud-est.
Il y a aussi l’étang de Néravaud qui repose sur un fond sableux l’étang est utilisé pour l’élevage des carpes, brochets ou encore de gardons.
| La Souterraine         |                         | Lizières       |
|                        | Saint-Priest-la-Feuille | Le Grand-Bourg |
| Saint-Pierre-de-Fursac | Saint-Étienne-de-Fursac | Chamborand     |

### Climat
Pour des articles plus généraux, voir Climat de la Nouvelle-Aquitaine et Climat de la Creuse.
Historiquement, la commune est dans une zone de transition entre le climat océanique limousin et le climat montagnard.  
En 2020, Météo-France publie une typologie des climats de la France métropolitaine dans laquelle la commune est dans une zone de transition entre le climat océanique altéré et le climat de montagne et est dans la région climatique  Ouest et nord-ouest du Massif Central, caractérisée par une pluviométrie annuelle de 900 à 1 500 mm, maximale en automne et en hiver.
Pour la période 1971-2000, la température annuelle moyenne est de 10,4 °C, avec  une amplitude thermique annuelle de 15 °C. Le cumul annuel moyen de précipitations est de 986 mm, avec 12,9 jours de précipitations en janvier et 8,1 jours en juillet. Pour la période 1991-2020, la température moyenne annuelle observée sur la station météorologique la plus proche, située sur la commune de La Souterraine à 5,45 km à vol d'oiseau, est de 0,0 °C et le cumul annuel moyen de précipitations est de 0,0 mm,. Pour l'avenir, les paramètres climatiques de la commune estimés pour 2050 selon différents scénarios d’émission de gaz à effet de serre sont consultables sur un site dédié publié par Météo-France en novembre 2022.

## Urbanisme

### Typologie
Au 1er janvier 2024, Saint-Priest-la-Feuille est catégorisée commune rurale à habitat très dispersé, selon la nouvelle grille communale de densité à 7 niveaux définie par l'Insee en 2022.
Elle est située hors unité urbaine. Par ailleurs la commune fait partie de l'aire d'attraction de La Souterraine, dont elle est une commune de la couronne,. Cette aire, qui regroupe 12 communes, est catégorisée dans les aires de moins de 50 000 habitants,.

### Occupation des sols
L'occupation des sols de la commune, telle qu'elle ressort de la base de données européenne d’occupation biophysique des sols Corine Land Cover (CLC), est marquée par l'importance des territoires agricoles (84,2 % en 2018), en augmentation par rapport à 1990 (82,7 %). La répartition détaillée en 2018 est la suivante : 
prairies (54,8 %), zones agricoles hétérogènes (27,8 %), forêts (14,8 %), terres arables (1,7 %), zones urbanisées (1 %). L'évolution de l’occupation des sols de la commune et de ses infrastructures peut être observée sur les différentes représentations cartographiques du territoire : la carte de Cassini (XVIIIe siècle), la carte d'état-major (1820-1866) et les cartes ou photos aériennes de l'IGN pour la période actuelle (1950 à aujourd'hui).

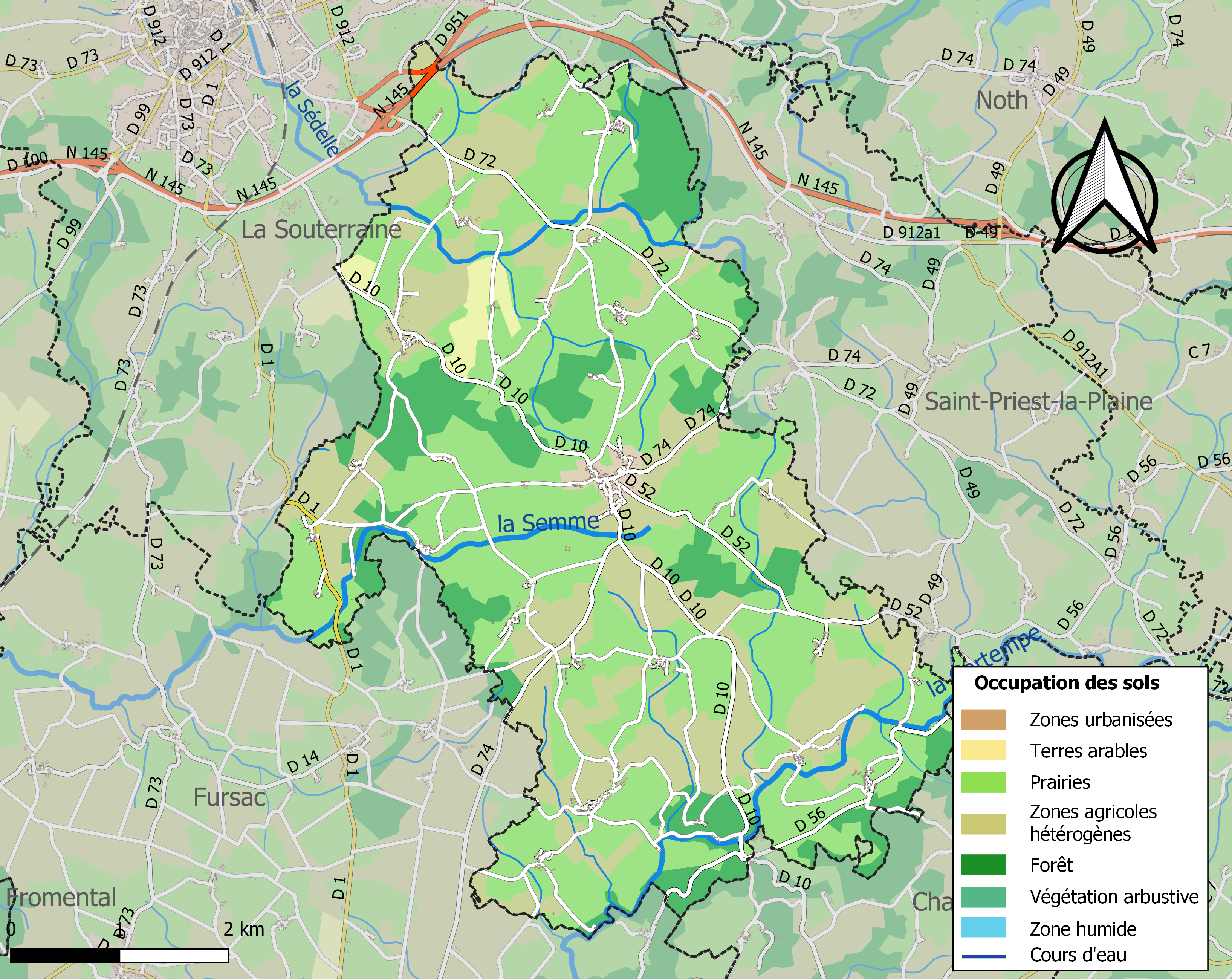
Carte des infrastructures et de l'occupation des sols de la commune en 2018 (CLC).

### Risques majeurs
Le territoire de la commune de Saint-Priest-la-Feuille est vulnérable à différents aléas naturels : météorologiques (tempête, orage, neige, grand froid, canicule ou sécheresse) et séisme (sismicité faible). Il est également exposé à un risque particulier : le risque de radon. Un site publié par le BRGM permet d'évaluer simplement et rapidement les risques d'un bien localisé soit par son adresse soit par le numéro de sa parcelle.

#### Risques naturels

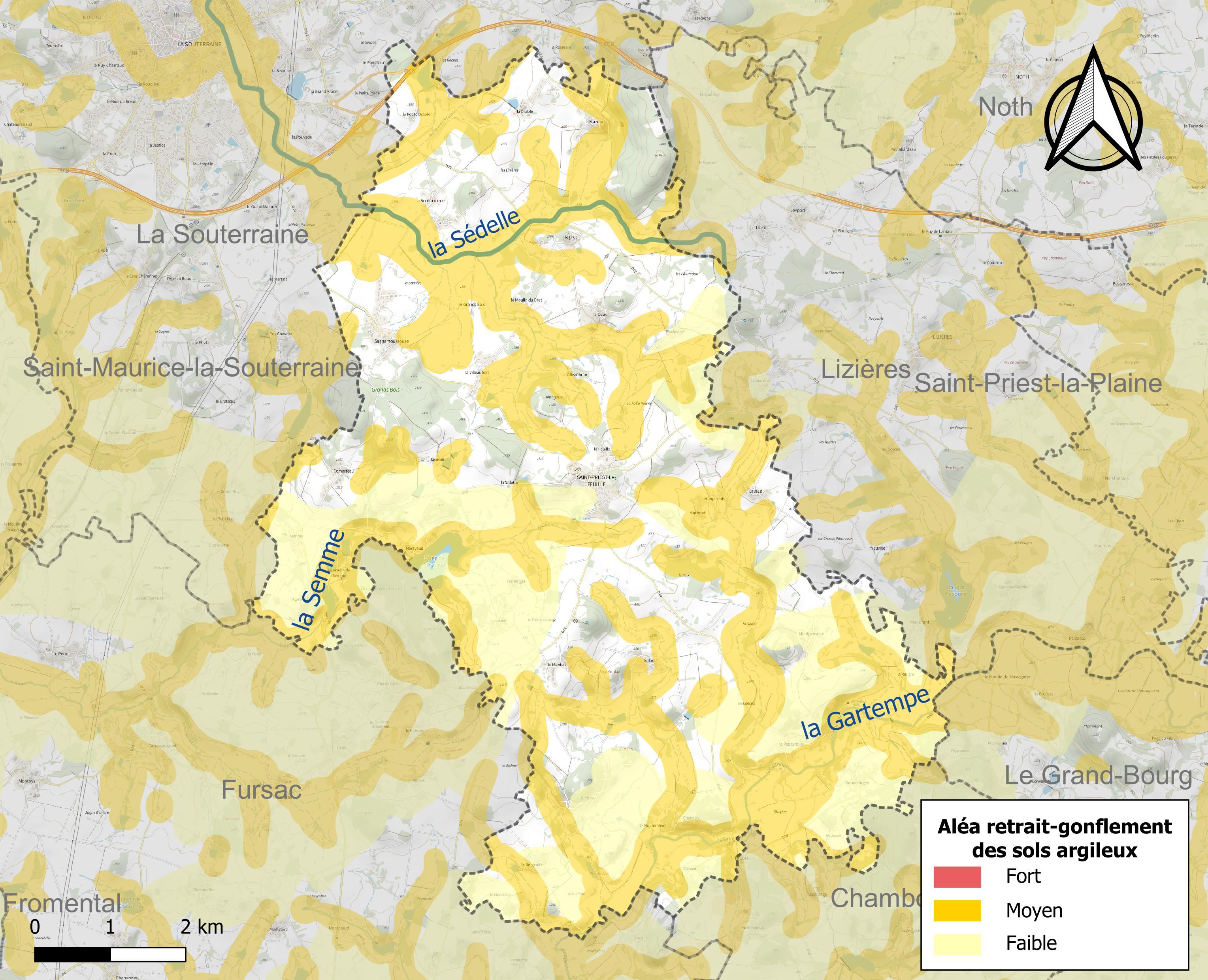
Carte des zones d'aléa retrait-gonflement des sols argileux de Saint-Priest-la-Feuille.

Le retrait-gonflement des sols argileux est susceptible d'engendrer des dommages importants aux bâtiments en cas d’alternance de périodes de sécheresse et de pluie. 46,4 % de la superficie communale est en aléa moyen ou fort (33,6 % au niveau départemental et 48,5 % au niveau national). Sur les 461 bâtiments dénombrés sur la commune en 2019, 101 sont en aléa moyen ou fort, soit 22 %, à comparer aux 25 % au niveau départemental et 54 % au niveau national. Une cartographie de l'exposition du territoire national au retrait gonflement des sols argileux est disponible sur le site du BRGM,.
Par ailleurs, afin de mieux appréhender le risque d’affaissement de terrain, l'inventaire national des cavités souterraines permet de localiser celles situées sur la commune.
La commune a été reconnue en état de catastrophe naturelle au titre des dommages causés par les inondations et coulées de boue survenues en 1982 et 1999. Concernant les mouvements de terrains, la commune a été reconnue en état de catastrophe naturelle au titre des dommages causés par des mouvements de terrain en 1999.

#### Risque particulier
Dans plusieurs parties du territoire national, le radon, accumulé dans certains logements ou autres locaux, peut constituer une source significative d’exposition de la population aux rayonnements ionisants. Certaines communes du département sont concernées par le risque radon à un niveau plus ou moins élevé. Selon la classification de 2018, la commune de Saint-Priest-la-Feuille est classée en zone 3, à savoir zone à potentiel radon significatif.

## Toponymie
Du nom d'un évêque de Limoges.
Le nom a également donné Sant Prit la Fuèlhe en marchois, dialecte du Croissant.

## Histoire
Lieu de passage des pèlerins du pèlerinage de Saint-Jacques-de-Compostelle sur la Via Lemovicensis.
Une voie romaine passait a Saint Priest quand la Gaule, va connaître des progrès pour trois siècles. Pour se déplacer rapidement dans l’empire il faut des chemins solides praticables par presque tous les temps. Dans le Limousin on dégage la terre végétale, on empierre et on dalle ou on pave-le tout sur une profondeur conséquente en utilisant parfois un mortier. Aux confins aujourd’hui de notre commune et de celle de La Souterraine deux voies importantes se croisaient. La voie Est-Ouest de Lyon à Saintes (ou Poitiers) via Clermont-Ferrand, et la voie Nord-sud de Bourges à Bordeaux via Limoges. Ce fut la voie est-ouest de Lyon à Saintes (ou Poitiers) via Clermont-Ferrand, qui passait par Saint Priest La Feuille.

## Politique et administration
| Période                                  | Période   | Identité               | Étiquette | Qualité                              |
| ---------------------------------------- | --------- | ---------------------- | --------- | ------------------------------------ |
| Mars 2001                                | Mars 2014 | Gilles Neveu           | PS        | Cadre                                |
| Mars 2014                                | En cours  | Josiane Vigroux-Aufort | DVG       | Professeur des Universités de France |
| Les données manquantes sont à compléter. |           |                        |           |                                      |

## Démographie
L'évolution du nombre d'habitants est connue à travers les recensements de la population effectués dans la commune depuis 1793. Pour les communes de moins de 10 000 habitants, une enquête de recensement portant sur toute la population est réalisée tous les cinq ans, les populations de référence des années intermédiaires étant quant à elles estimées par interpolation ou extrapolation. Pour la commune, le premier recensement exhaustif entrant dans le cadre du nouveau dispositif a été réalisé en 2006.

En 2022, la commune comptait 721 habitants, en évolution de −6,36 % par rapport à 2016 (Creuse : −3,32 %, France hors Mayotte : +2,11 %).
| 1793  | 1800  | 1806  | 1821  | 1831  | 1836  | 1841  | 1846  | 1851  |
| ----- | ----- | ----- | ----- | ----- | ----- | ----- | ----- | ----- |
| 1 147 | 1 143 | 1 173 | 1 309 | 1 366 | 1 403 | 1 436 | 1 468 | 1 490 |

| 1856  | 1861  | 1866  | 1872  | 1876  | 1881  | 1886  | 1891  | 1896  |
| ----- | ----- | ----- | ----- | ----- | ----- | ----- | ----- | ----- |
| 1 431 | 1 380 | 1 449 | 1 500 | 1 538 | 1 459 | 1 516 | 1 484 | 1 425 |

| 1901  | 1906  | 1911  | 1921  | 1926  | 1931  | 1936  | 1946 | 1954 |
| ----- | ----- | ----- | ----- | ----- | ----- | ----- | ---- | ---- |
| 1 463 | 1 397 | 1 336 | 1 204 | 1 185 | 1 116 | 1 053 | 997  | 971  |

| 1962 | 1968 | 1975 | 1982 | 1990 | 1999 | 2006 | 2011 | 2016 |
| ---- | ---- | ---- | ---- | ---- | ---- | ---- | ---- | ---- |
| 901  | 790  | 689  | 638  | 635  | 619  | 650  | 788  | 770  |

| 2021 | 2022 | - | - | - | - | - | - | - |
| ---- | ---- | - | - | - | - | - | - | - |
| 739  | 721  | - | - | - | - | - | - | - |

## Lieux et monuments
- Église Saint-Laurent de Saint-Priest-la-Feuille. Elle est inscrite à l'Inventaire général du patrimoine culturel[25].
- Dolmen dit la Pierre Folle au village de la Feuille inscrit au titre des monuments historiques en 1938[26].
- Menhir de la Rebeyrolle inscrit au titre des monuments historiques en 1991[27].
- le chemin de Compostelle

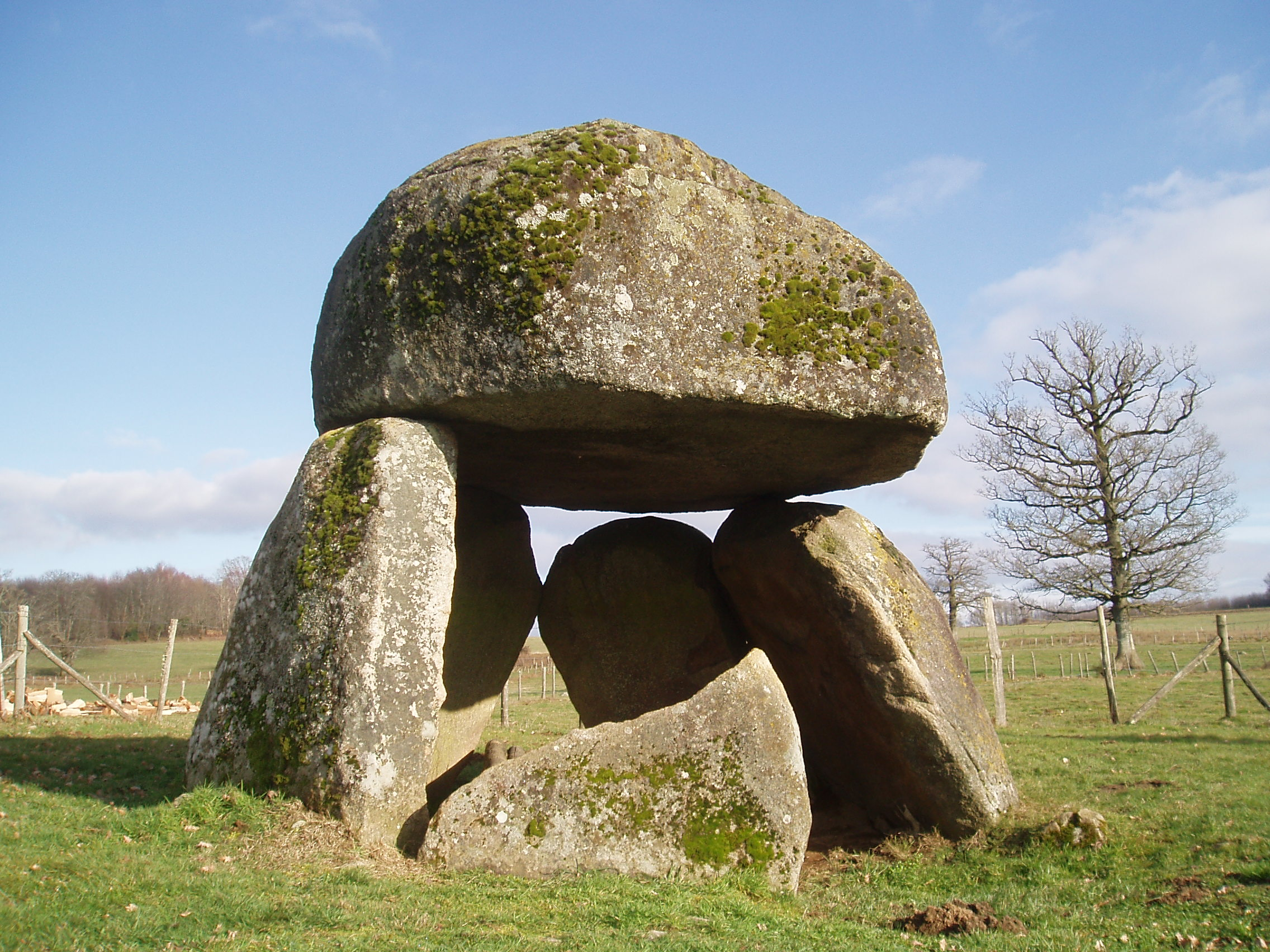
Dolmen préhistorique de la Pierre Folle
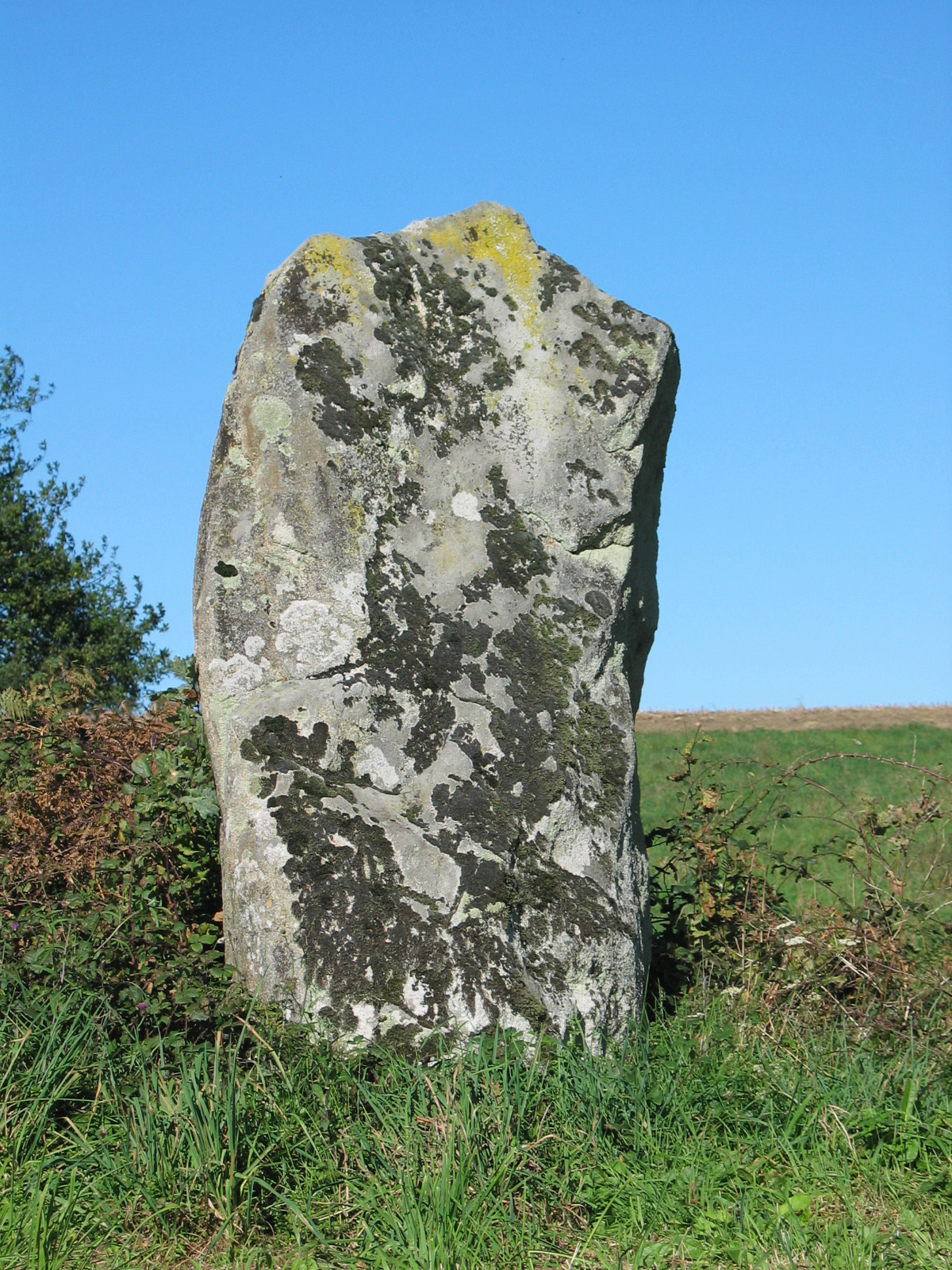
Menhir de la Rebeyrolle
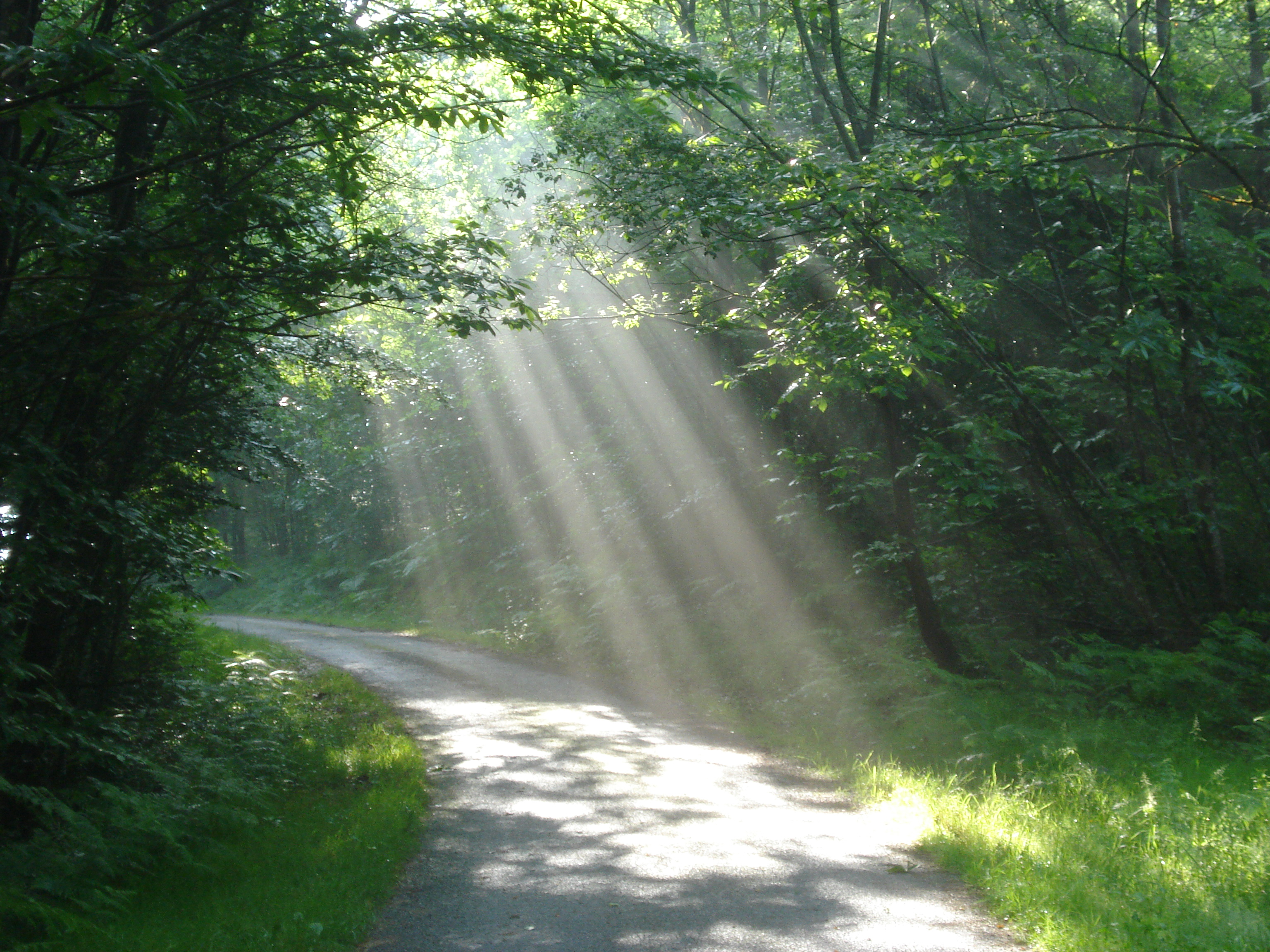
La Rebeyrolle, ambiance matinale sur le chemin de Saint Jacques de Compostelle

## Hameaux et lieux-dits de la commune
La Rebeyrolle est un village agricole et une étape sur la Via Lemovicensis, le chemin de pèlerinage de Saint-Jacques-de-Compostelle à travers le Limousin.
Néravaud Petit hameau au bord d'un étang de pêche à la ligne.

## Culture locale et patrimoine

### Personnalités liées à la commune
- Jules Gagniet, peintre et graveur, y est né en 1820.
- À partir de 1923, Léon Binet venait passer ses vacances dans la maison de sa belle-famille à Saint-Priest-la-Feuille (Creuse), où il rédigea de nombreux livres d'histoire naturelle (Scène de la vie animal, Au bord de l'étang, Cent pas autour de ma maison, Creuse mon beau pays, Leçons de biologie dans un parc), étudiant et observant la campagne creusoise.
- Le premier concert de Cocoon a été fait à Saint-Priest-la-Feuille[28]